# Fawcett Forest
Fawcett Forest – civil parish w Anglii, w Kumbrii, w dystrykcie (unitary authority) Westmorland and Furness. W 2001 civil parish liczyła 23 mieszkańców.